# Homalopoma paucicostatum
Homalopoma paucicostatum is een slakkensoort uit de familie van de Colloniidae. De wetenschappelijke naam van de soort is voor het eerst geldig gepubliceerd in 1871 door Dall.